# Красноярово (Бурятия)
Красноя́рово — село в Иволгинском районе Бурятии. Входит в сельское поселение «Иволгинское».

## География
Расположено у подножия Хамар-Дабана в 4 км к северу от районного центра, села Иволгинска, на левом борте долины реки Иволги. Через село протекает приток Иволги речка Красноярка, берущая начало в горах Хамар-Дабана. Ближайшие населённые пункты: Иволгинск, расположенный к югу, Гурульба в 8 км к востоку, Калёново, Верхняя Иволга.
Окрестности села представляют собой степь, переходящую в лес (ивово-берёзовый и в тайгу на горах).

## История
Село Бабкино, впоследствии Красноярово, основано около 1730 года. Во второй половине XIX века, с отменой крепостного права, сюда переселились крестьяне из европейской России. Жители продавали в Верхнеудинск масло, зерно, кожу, пушнину.
В 1877 году на средства купца Петра Аввакумовича Фролова была построена Свято-Ильинская церковь.
Мужчины села участвовали в русско-японской войне 1904—1905 гг. 14 человек не вернулись с полей Маньчжурии. Десятки были призваны на фронта Первой мировой войны, участвовали в революционных событиях 1917 года. В Гражданскую войну был организован Бабкинский партизанский отряд, успешно действовавший против белогвардейской «Дикой дивизии». В январе 1920 года белые захватили село, перед этим уничтожив соседнее село Мухино. Партизаны были вынуждены отойти к селу Калёнову. Десятерых попавших в плен партизан-бабкинцев, каратели, после пыток и истязаний, заперли в сельской кузнице и заживо сожгли. За селом на холме на братской могиле стоит памятник погибшим красным партизанам, установленный в том же году и обновлённый в 1966.
В 1929 году была создана сельхозартель «Новая жизнь». В 1930 году организован колхоз имени Ленина. В 1930-х село получило новое название — Красноярово. В период сталинских репрессий многие семьи крестьян-середняков, признанные кулацкими, были высланы. Была разрушена Свято-Ильинская церковь.

## Население
| 2002 | 2008 | 2010 |
| ---- | ---- | ---- |
| 383  | ↗416 | ↗426 |

## Экономика
Имеется частная пилорама, магазин. Местное население держит в основном коров и других животных, а также занимается выращиванием овощей. Большая часть трудоспособного населения выезжает на работу в Улан-Удэ или райцентр.

### Транспорт
В село идёт асфальтированная дорога от Иволгинска. В самом селе и в окрестностях дороги неасфальтированные. В Красноярово на единственную остановку 3 раза в сутки из райцентра ходит автобус.

### Здравоохранение
В селе находится фельдшерско-акушерский пункт.

## Культура
Дом культуры. В клубе работает библиотека. В селе также находится краеведческий музей.

### Образование
Основная общеобразовательная школа.

### Религия
Церковь Пророка Илии Улан-Удэнской епархии РПЦ. Восстановлена в 1999 году на месте разрушенного в 1930-х годах Свято-Ильинского храма.
При Свято-Ильинском приходе действует православный реабилитационный центр для алко- и наркозависимых.

### Объекты культурного наследия
- Братская могила партизан — памятник истории.